# فتح (تصوف)
الْفَتْحُ عند الصوفية هو انكشاف الحقيقة لعين البصيرة لدى المريد والسالك ضمن مقام الإحسان.

## الفتح في القرآن
ذكر القرآن كلمة الفتح ضمن العديد من الآيات في قول الله :
- سورة الأعراف: ﴿وَلَوْ أَنَّ أَهْلَ الْقُرَى آمَنُوا وَاتَّقَوْا لَفَتَحْنَا عَلَيْهِمْ بَرَكَاتٍ مِنَ السَّمَاءِ وَالْأَرْضِ وَلَكِنْ كَذَّبُوا فَأَخَذْنَاهُمْ بِمَا كَانُوا يَكْسِبُونَ ۝٩٦﴾ [الأعراف:96].(1)
- سورة فاطر: ﴿مَا يَفْتَحِ اللَّهُ لِلنَّاسِ مِنْ رَحْمَةٍ فَلَا مُمْسِكَ لَهَا وَمَا يُمْسِكْ فَلَا مُرْسِلَ لَهُ مِنْ بَعْدِهِ وَهُوَ الْعَزِيزُ الْحَكِيمُ ۝٢﴾ [فاطر:2].(2)
- سورة الفتح: ﴿إِنَّا فَتَحْنَا لَكَ فَتْحًا مُبِينًا ۝١﴾ [الفتح:1].(3)
- سورة الصف: ﴿وَأُخْرَى تُحِبُّونَهَا نَصْرٌ مِنَ اللَّهِ وَفَتْحٌ قَرِيبٌ وَبَشِّرِ الْمُؤْمِنِينَ ۝١٣﴾ [الصف:13].(4)
- سورة النصر: ﴿إِذَا جَاءَ نَصْرُ اللَّهِ وَالْفَتْحُ ۝١﴾ [النصر:1].(5)

## تعريف الفتح
الفتح معناه هو إدراك ومعرفة الأسرار الإلهية بما يجعل المريد يرضى بقضاء الله وقدره ويسلم أمره لله .
وهذا الفتح الرباني يكون بشكل يليق بجلال الله  الذي من أسمائه الحسنى اسمُ الْفَتَّاحِ الذي يكشف الغمة عن عباده، ويسرع الفرج إليهم، ويرفع الكرب عنهم، ويزيل الضراء عنهم، ويفيض الرحمة عليهم، ويفتح أبواب الرزق لهم.
فالله  هو الفتاح العليم، الذي يفتح أبواب الرحمة على عباده، ويسرع إليهم بالفرج والتوسعة وفك المعضلات والمشكلات، لأنه من عرف أن ربه هو الفتاح وثق به في كل أمر، وارتاح إليه في كل مهم، ورجع إليه في كل شيء.

## ثمرات الفتح
المريد المستقيمُ على أمر الله  تجعلُه استقامته يتذوق ويتلذذ بثمرات الفتح على قلبه كنوع من أنواع الواردات التي منها:

### المعرفة
بَيَّنَ الإمام ابن عطاء الله السكندري  أهمية فتح التعريف على قلوب المريدين، وذلك في حكمته التي نصها:
| فتح (تصوف)                                | إِذَا فَتَحَ لَكَ وِجْهَةً مِنَ التَّعَرُّفِ فَلاَ تُبَالِ مَعَهَا أَنْ قَلَّ عَمَلُكَ؛ فَإِنَّهُ مَا فَتَحَهَا لَكَ إِلاَّ وَهُوَ يُرِيدُ أَنْ يَتَعَرَّفَ إِلَيْكَ، أَلَمْ تَعْلَمْ أَنَّ التَّعَرُّفَ هُوَ مُورِدُهُ عَلَيْكَ، وَالأَعْمَالَ أَنْتَ مُهْدِيهَا إِلَيْهِ؟ وَأَيْنَ مَا تُهْدِيهِ إِلَيْهِ مِمَّا هُوَ مُورِدُهُ عَلَيْكَ؟ | فتح (تصوف) |
| — ابن عطاء الله السكندري ، الحكم العطائية | |            |

فعلى خلاف الخوارج الذي يعتمدون على ظاهر الأعمال دون التزام الأدب مع الحق والخَلْقِ، فإن السالكَ السائرَ إلى الله  يُهْدِي أورادَ أعمالِه الظاهرةِ إلى مولاه  وهو يراعي في ذلك الأدب معه وانتظار القَبول منه.
فإذا فتح الحق  باباً من أبوابه للتعرف على المريد المحبوب بأسماء الله الحسنى وصفات الله العليا والتجلي والشهود، فلا يجب أن يتأثر السالك عند ذلك إن قل عمله الحسي، لاشتغاله بعمله المعنوي المرتبط بأنوار التجليات وحقائق الصفات، والأمر هو أن العمل الكثير مع الحجاب قليل، والعمل القليل مع الشهود والكشف كثير.
فهذا الفتح يُرْجِعُ المريد إلى منهج الوسطية والاعتدال بعد فَوْرَةِ وكثرة الأعمال التي تَعْقُبُ التوبة والالتزام والتعبد من بعد مرحلة الغفلة والزيغ والتيه، لأنه في بداية التعريف يشتغل العابد بالمعارف عن الإكثار من نوافل التكليف فتقل رياضاته التعبدية، ولكنه يعود من جديد إلى الازدياد من القربات عند نهاية مرحلة التعريف.
وإذا كانت جهة هذا التعرف كالأمراض والبلايا والفاقات، فإنها سبب لمعرفة الله  بصفاته كاللطف والقهر وغيرهما، والمريدُ المخاطَبُ بذلك هو المتيقِّظُ دون المرتبِكِ في حبال الغفلة الذي يسخط عند نزولها، ولا شك أن هذا أعظم من كثرة الأعمال التي تطالب بوجود سر الإخلاص فيها.

### الفهم
أَوْضَحَ الإمام ابن عطاء الله السكندري  أهمية فتح التفهيم على قلوب السالكين، وذلك في حكمته التي نصها:
| فتح (تصوف)                                | مَتَى فَتَحَ لَكَ بَابَ الْفَهْمِ فِى الْمَنْعِ، عَادَ الْمَنْعُ عَيْنَ الْعَطَاءِ | فتح (تصوف) |
| — ابن عطاء الله السكندري ، الحكم العطائية |                                                     |            |

فحينما يفهم المريد الحكمة من الهموم والغموم والمصائب المتنزلة عليه، فإن ذلك يرده إلى مولاه ويصله به، وهي عندئذ عين النعمة التي تصله بالحقائق وتقطعه عن الخلائق، ومن مقتضيات هذا الفهم عن الله  وجود الرضا عنه الذي هو جَنَّةٌ مُعَجَّلَةٌ وحالة حسنة، ومفتاح كل خير وبر.
ففتح باب الفهم على المريد ليُدرك معنى المنع كرحمة متنزلة من الله  عليه في مصيبته وفاقته هو نعمة جليلة، لأنه لولا علم الله  بأن ذلك خير له من العطاء والتوسعة ما أنزل الضر به، فصار بذلك فهم حكمة المنع هو عين العطاء والتفضل على العبد.

### التواضع
شَرَحَ الإمام ابن عطاء الله السكندري  أن الفتح بالطاعة دون التزام المفتوح عليه بأدب التواضع قد يكون سببا في عدم قبول عمل السالكين، وذلك في حكمته التي نصها:
| فتح (تصوف)                                | رُبَّمَا فَتَحَ لَكَ بَابَ الطَّاعَةِ وَمَا فَتَحَ لَكَ بَابَ الْقَبُولِ، وَرُبَّمَا قَضَى عَلَيْكَ بِالذَّنْبِ فَكَانَ سَبَبًا فِى الْوُصُولِ | فتح (تصوف) |
| — ابن عطاء الله السكندري ، الحكم العطائية |                                                                                         |            |

فباب الطاعة المفتوح على المريد علما وعملاً وحالا قد يقترن بآفة قادحة تمنع قبولها من الله ، وهذا المانع هو التعزز بحصول العبادات ورؤيتها؛ لأن قبول الأعمال لا يكون إلا بالذل والافتقار وشهود التقصير والانكسار.
وحينما يكون المريد متصفا بهذا التواضع المحمود، فإن الذنب المقضي عليه ظاهرا سوف يكشف له عجزه عن القيام بحق الله ، فيكون هذا الافتقار سببًا في الوصول إلى مرضاة الحق لما يترتب على التواضع من رجوع بالتوبة والإقلاع وموافقة الحق ومخالفة الطباع.

### الأنس
شَرَحَ الإمام ابن عطاء الله السكندري  أن ألم وحشة المريد من المخلوقات قد يكون مقدمة لحلاوة الفتح بالأنس بمعية الله ، وذلك في حكمته التي نصها:
| فتح (تصوف)                                | مَتَى أَوْحَشَكَ مِنْ خَلْقِهِ فَاعْلَمْ أَنَّهُ يُرِيدُ أَنْ يَفْتَحَ لَكَ بَابَ الأُنْسِ بِهِ | فتح (تصوف) |
| — ابن عطاء الله السكندري ، الحكم العطائية |                                                          |            |

فمتى أوحش اللهُ  عبده المريد من مخلوقاته بأن نفّر قلبه من الاستئناس بهم، فليعلم هذا العابد بأن مولاه يريد أن يفتح لك باب الأنس به ليصير له وحده.
وهذا النفور من الاجتماع بالأغيار والركون إليهم قد يفتح للسالك باب الأنس بالله  لأن القلب إذا نفر من الخلق تعلق بالحق وأقبل عليه بكليته، ومتى فتح له هذا الباب صيّره من الأحباب وآنسه بالخطاب.
فإذا أراد المولى  أن يؤنس عبده بذكره، ويتحفه بمعرفته، أوحشه من خلقه وشغله بخدمته، وألهمه ذكره، حتى إذا امتلأ قلبه بالأسرار والأنوار، وتمكن من حلاوة الشهود والاستبصار ردّه إليهم رحمة لهم.

### الرجاء والخوف
أَوْرَدَ الإمام ابن عطاء الله السكندري  بأن المريد عليه أن ينتظر من الله  أن يفتح له باب الرجاء والخوف ليعتدل بذلك مزاج وأمر عبادته، وذلك في حكمته التي نصها:
| فتح (تصوف)                                | إِذَا أَرَدْتَ أَنْ يَفْتَحَ لَكَ بَابَ الرَّجَاءِ فَاشْهَدْ مَا مِنْهُ إِلَيْكَ، وَإِذَا أَرَدْتَ أَنْ يَفْتَحَ لَكَ بَابَ الْخَوْفِ فَاشْهَدْ مَا مِنْكَ إِلَيْهِ | فتح (تصوف) |
| — ابن عطاء الله السكندري ، الحكم العطائية | |            |

فالرجاء والخوف حالان عن مشاهدتين، فمن أراد أن يفتح له باب الرجاء فليشهد ما من الله  إليه من الفضل والكرم والإسعاف والألطاف، وليستحضر في نفسه ماهو واصل منه إليه من جلب المنافع ودفع المضار، فسيغلب عليه حينئذ حال الرجاء، وعدم اليأس من رحمته، ولو مع الوقوع في الذنب.
وإذا غلب على المريد الرجاء، وخاف أن يوقعه ذلك في المخالفات والمعاصي، وأراد أن يُفْتَحَ له باب الخوف، فليشهد ما يبدر ويصدر منه إلى الله  من الأخطاء والهفوات وسوء الأدب بين يديه، وأراد أن يفتح لك باب الحزن ليكفه ذلك عن التقصير، فسيغلب عليه حينئذ حال الخوف فيقلع عن مخالفته.

### الشهود
بَيَّنَ الإمام ابن عطاء الله السكندري  بأن المريد المفتوح عليه يعاين شهود عظمة الله ، وذلك في حكمته التي نصها:
| فتح (تصوف)                                | الْكَائِنُ فِى الْكَوْنِ وَلَمْ تُفْتَحْ لَهُ مَيَادِينُ الْغُيُوبِ مَسْجُونٌ بِمُحِيطَاتِهِ وَمَحْصُورٌ فِى هَيْكَلِ ذَاتِهِ. أَنْتَ مَعَ الأَكْوَانِ مَا لَمْ تَشْهَدْ الْمُكَوِّنَ، فَإِذَا شَهِدْتَهُ كَانَتِ الأَكْوَانُ مَعَكَ | فتح (تصوف) |
| — ابن عطاء الله السكندري ، الحكم العطائية | |            |

فالمريد باعتباره إنسانا مخلوقا كائنا في الكون، هو موجود في الحياة الدنيا لعبادة خالقه ، فإذا لم تُفْتَحْ ميادين الغيوب على قلبه ليستقبل العلوم والمعارف الشبيهة بالميادين، فإنه يبقى ويظل مُحَاصَرًا وَمُحَاطًا بشهواته ولذاته وترابيته، كما ورد في قول الله :
- سورة البقرة: ﴿بَلَى مَنْ كَسَبَ سَيِّئَةً وَأَحَاطَتْ بِهِ خَطِيئَتُهُ فَأُولَئِكَ أَصْحَابُ النَّارِ هُمْ فِيهَا خَالِدُونَ ۝٨١﴾ [البقرة:81].

فإذا كان المريد غافلا مُعْرِضًا عن ربه، ورَاكِنًا مكتفيا بالعلم الظاهر من دنيا الأكوان، فإنه يبقى واقفا مع رسوم العوالم ومستندا إليها، وهي مستبعِدةٌ له ما لم يَشْهَد عظمة الله المكوِّن ، كما ورد في الآية القرآنية الكريمة:
- سورة الروم: ﴿يَعْلَمُونَ ظَاهِرًا مِنَ الْحَيَاةِ الدُّنْيَا وَهُمْ عَنِ الْآخِرَةِ هُمْ غَافِلُونَ ۝٧﴾ [الروم:7].

وإذا شهد المريدُ جلالَ مولاه صارت بذلك الأكوانُ خادمةً له، وكان هو مستغنيا عنها ومالكها وهي محتاجة إليه، فيصير بذلك طلب السالك حاصلا، وقوله ناجزا بإذن الله .

## الأدب مع الفتح
يجب على المريد أن يزداد أدبا وتواضعا مع الله  حين يتنزل الفتح على قلبه وبصيرته، لأنه لا عبرة بهذا الفتح على السالك إذا لم يظهر عليه سمت العارفين.
ومن أخطر أنواع سوء الأدب التي قد يتورط فيها المفتتن بالفتح عليه، أن يتحجج بإسقاط التكليف الشرعي عنه لأنه وصل إلى مرضاة الله  التي ترفع عنه ثقل ومشقة الالتزام بالأحكام الشرعية والمتمثلة في أحكام العبودية من الواجبات والمندوبات والمحرمات والمكروهات والمباحات.
وهذا الزيغ قد وقع فيه المرجئة الذين زعموا أنه لا يلزم بعد المعرفة الوقوف عند حدود الشريعة الإسلامية والالتزام بها، لأنه في زعمهم لا يضر مع الإيمان ذنب كما لا تنفع مع الكفر طاعة.
وقد بَيَّنَ التابعي سعيد بن جبير  خطورة استهتار المريد بطاعته وعبادته بعد بروز وظهور بوادر الفتح عليه، وذلك في قوله:
| فتح (تصوف)     | إِنَّ مِنْ ثَوَابِ الْحَسَنَةِ الْحَسَنَةَ بَعْدَهَا، وَإِنَّ مِنْ عُقُوبَةِ السَّيِّئَةِ السَّيِّئَةَ بَعْدَهَا، فَالزَّيْغُ وَلُودٌ، كَمَا أَنَّ الإِحْسَانَ وَلُودٌ وَدُودٌ | فتح (تصوف) |
| — سعيد بن جبير | |            |

وَأَوْضَحَ التابعي عروة بن الزبير  فضيحة تسلسل العيوب والمخالفات التي قد يُعَاقَبُ بمقارفتها والاسترسال فيها المريدُ المبتهجُ بالفتح عليه دون أدب وتواضع منه مع خالقه ، وذلك في قوله:
| فتح (تصوف)                                      | إِذَا رَأَيْتَ الرَّجُلَ يَعْمَلُ الْحَسَنَةَ فَاعْلَمْ أَنَّ لَهَا عِنْدَهُ أَخَوَاتٌ، وَإِذَا رَأَيْتَهُ يَعْمَلُ السَّيِّئَةَ فَاعْلَمْ أَنَّ لَهَا عِنْدَهُ أَخَوَاتٌ، فَإِنَّ الْحَسَنَةَ تَدُلُّ عَلَى أُخْتِهَا، وَإِنَّ السَّيِّئَةَ تَدُلُّ عَلَى أُخْتِهَا | فتح (تصوف) |
| — عروة بن الزبير ، تهذيب الكمال في أسماء الرجال | |            |

## كتب عن الفتح
كثير من العلماء المسلمين ألفوا كتبا افتتحوا عناوينها بكلمات الفتح والفتوح والفتوحات، وذلك للتدليل على المنن والرحمات الربانية المتنزلة عليهم، منها:

### التصوف
- فتوح الغيب، للإمام عبد القادر الجيلاني .[39][40]
- الفتوحات المكية، للإمام محيي الدين بن عربي .[41][42]
- الفتح الرباني والفيض الرحماني، للإمام عبد القادر الجيلاني .[43][44]

### التفسير
- فتح القدير، للإمام محمد الشوكاني .[45][46]
- فتح البيان في مقاصد القرآن، للإمام محمد صديق خان .[47][48]

### الحديث
- فتح الباري، للإمام ابن حجر العسقلاني .[49][50]

## وصلات خارجية
- "ما معنى الفتح؟ - الدروس الشاذلية": أ.د. علي جمعة في جويلية 2018م على يوتيوب.
- "معنى الكشف والفتح عند الصوفية - كتاب الطريق إلى الله": الشيخ أحمد الهجين في فيفري 2017م على يوتيوب.
- "الفتح الرباني وكيفية الوصول إليه وعلاماته وحقيقته": الشيخ مخلف العلي القادري الحسيني في أوت 2018م على يوتيوب.
- "من أنواع الفتح الرباني": الشيخ محمد صالح المنجد في جانفي 2013م على يوتيوب.
- "شرح كتاب الفتح الرباني والفيض الرحماني لعبد القادر الجيلاني": الشيخ رائد صلاح في مارس 2017م على يوتيوب.

## هوامش
- 1 سورة الأعراف، الآية: 96.
- 2 سورة فاطر، الآية: 2.
- 3 سورة الفتح، الآية: 1.
- 4 سورة الصف، الآية: 13.
- 5 سورة النصر، الآية: 1.